# Władysław Bortkiewicz
Władysław Bortkiewicz, ros. Владислав Иосифович Борткевич, Władisław Josifowicz Bortkiewicz, niem. Ladislaus von Bortkiewicz lub Ladislaus von Bortkewitsch (ur. 7 sierpnia 1868 w Petersburgu, zm. 15 lipca 1931 w Berlinie) – polsko-rosyjsko-niemiecki matematyk działający w Niemczech, jeden z twórców nowoczesnej statystyki matematycznej, wniósł znaczący wkład do badań nad rozkładem Poissona.

## Życiorys
Jego ojcem był Józef Bortkiewicz polski szlachcic, służący w armii rosyjskiej w stopniu pułkownika, wykładowca artylerii i matematyki na uczelni wojskowej autor podręczników matematyki, ekonomii i buchalterii, a matką Helena Bortkiewicz z Rokickich. Władysław Bortkiewicz nigdy nie założył własnej rodziny.
Bortkiewicz ukończył studia prawnicze w Petersburgu w 1890 roku, a następnie studiował statystykę i ekonomię polityczną w Strasburgu. Doktoryzował się w roku 1893 Getyndze. W 1897 wrócił do Petersburga i podjął pracę w Dyrekcji Kolei. W 1898 roku opublikował swoją pierwszą książkę Prawo małych liczb. W latach 1899–1900 pracował dodatkowo jako nauczyciel w Liceum Aleksandrowskim. W roku 1901 został zatrudniony jako profesor nadzwyczajny statystyki i ekonomii politycznej na Uniwersytecie Berlińskim i resztę życia spędził w Berlinie.
Zajmował się głównie zastosowaniami statystyki matematycznej do badań demograficznych i nauk przyrodniczych. Jego najważniejszą pracą była publikacja Prawo małych liczb, w której analizował liczbę śmiertelnych kopnięć żołnierzy przez konie w kawalerii pruskiej i na podstawie danych zebranych w ciągu 20 lat z 14 korpusów kawalerii wykazał, że jest ona zgodna z rozkładem Poissona.
Stosował także statystykę matematyczną do badań promieniotwórczości.
W ekonomii politycznej próbował modyfikować teorię Marksa. Był członkiem wielu towarzystw naukowych, między innymi Szwedzkiej Akademii Nauk, Królewskiego Towarzystwa Statystycznego, Zrzeszenia Statystyków Amerykańskich i Międzynarodowego Instytutu Statystycznego. Był zaprzyjaźniony z innym polskim naukowcem z berlińskiego uniwersytetu, profesorem Aleksandrem Brücknerem (autorem „Dziejów Kultury Polskiej”).